# Кэнылькы
Кэнылькы (устар. Кэнэй-Кы) — река в России, протекает по территории Красноселькупского района Ямало-Ненецкого автономного округа. Начинается в болоте на высоте 119 метров над уровнем моря. Течёт по лесистой местности. Устье реки находится в 77 км по правому берегу реки Поколька на высоте 60 метров над уровнем моря. Длина реки составляет 15 км.

## Данные водного реестра
По данным государственного водного реестра России относится к Нижнеобскому бассейновому округу, водохозяйственный участок реки — Таз. Речной бассейн реки — Таз.
Код объекта в государственном водном реестре — 15050000112115300064461.